# Slon med porcelanom
Slon med porcelanom je četrti studijski album mariborske novovalovske skupine Lačni Franz, izdan pri založbi Helidon leta 1984.
Del besedila, kjer Predin poje "zarjavele trobente" v pesmi "Jutri bom pujsa razbil", je refren iz istoimenske skladbe skupine Kongres.
"Nič ni bolj nespodobnega kot sreča" je bila napisana za gledališko igro Nočni prizori, ki jo je napisal Drago Jančar, režiral pa Tomaž Pandur.

## Seznam pesmi
Vso glasbo je napisal Zoran Predin, razen kjer je to navedeno. Vsa besedila je napisal Predin.
| Stran A | Stran A                                  | Stran A           | Stran A |
| Št.     | Naslov                                   | Glasba            | Dolžina |
| ------- | ---------------------------------------- | ----------------- | ------- |
| 1.      | „Tisoč modrobelih rožic‟                 | Zoran Stjepanovič | 3:50    |
| 2.      | „Slon med porcelanom‟                    | Stjepanovič       | 3:22    |
| 3.      | „Cigani v prahu‟                         |                   | 4:40    |
| 4.      | „Dan zmage ali rojstvo boljšega človeka‟ | Oto Rimele        | 3:55    |
| 5.      | „Nič ni bolj nespodobnega kot sreča‟     |                   | 3:50    |

| Stran B | Stran B                  | Stran B | Stran B |
| Št.     | Naslov                   | Glasba  | Dolžina |
| ------- | ------------------------ | ------- | ------- |
| 6.      | „Jebiveter‟              |         | 4:45    |
| 7.      | „Zvonovi temne vode‟     | Rimele  | 5:00    |
| 8.      | „Vrzi sombrero proč‟     |         | 5:15    |
| 9.      | „Jutri bom pujsa razbil‟ | Rimele  | 4:12    |

## Zasedba
Lačni Franz
- Zoran Predin – vokal
- Mirko Kosi – električni klavir, Yamaha DX7
- Oto Rimele – električna kitara
- Andrej Pintarič – bobni
- Zoran Stjepanovič – bas kitara

Ostali
- Marko Derganc (kot "Dr. Sova") – vokal (1)
- Boris Bele – produkcija, urednik
- Mišo Hochstaetter – oblikovanje, fotografija
- Aco Razbornik – snemanje